# Българска кухня
Българската кухня е условно понятие, с което се подразбират традиционните български ястия и модерните приноси, заимствани отвън. Най-общо под понятието „българска кухня“ се разбира основният комплект от ястия и съставки, които присъстват в бита на българския народ. Едни от най-характерните продукти, използвани в българската кухня са бялото саламурено сирене и киселото мляко.
Рецептите са формирани в продължение на векове, с традиции в овкусяването и изградени методи и техники за приготвяне, представляващи синтез от европейската и азиатска кухня.

## Кратка история
Със създаването на българската държава се поставя началото на сливането на кухните на траки, славяни и прабългари и изграждането на националната кухня. Всяка етническа група се включва със свои кулинарни традиции.
Хранителните традиции са се формирали под действието на следните фактори: географско положение, обществено-икономическо развитие, религия, селско стопанство, сезонност, съоръжения и др.
Археологическите данни сочат, че основните съставки на древната кухня в нашите земи са били традиционните за района зеленчуци – зеле, морков, цвекло, ряпа, лук, чесън; различните видове месо – овче, козе, свинско, говеждо, птиче, дивеч; млечни продукти, зърнените храни – просо, овес, ечемик, ръж, пшеница; както и бобовите растения – бакла, леща, грах, фий и други.
По-късно, в периода 16 – 17 век, в българската кухня навлизат като продукти растенията и животните, открити в Америка – появяват се неизвестни преди това храни като фасулът, пиперът, доматът, картофът, царевицата, слънчогледът, пуешкото месо и т.н. От изток на свой ред се появява оризът, патладжанът, специфичните подправки и съставки, като чер пипер, джинджифил, риган, канела и т.н.
Поради близостта си до Ориента, ориенталски технологии на приготвяне на храната също присъстват в България, а някои имена на ястия, дори с модифицирани рецепти носят същите имена – мусака, гювеч, имамбаялдъ, кьопоолу, пилаф, баклава, кадаиф и мн. др.
След Освобождението се намесват влияния от Европа, като много от тях са интерпретирани специфично – като съставки, технология на приготвяне, начин на поднасяне и др.
След 1940 и особено след 1965 г. много от основните съставки липсват на пазара и биват заменяни с други, които и днес са част от националната кухня. Така маслото бива заменяно със свинска мас, маслините – с кисели краставички, стритите яйца – с млечна „майонеза“. Отпада хайверът, появява се „Русенско варено“. Същевременно, въпреки съществуващия дефицит, по време на комунистическия режим (поради развитието на туризма и идеята за създаване на търговски марки), се появяват емблематични за днешната българска кухня наименования като „Шопска салата“, „Кавърма по радомирски“, „Боб чорба по манастирски“, „Яйца по панагюрски“ „Чушки бюрек“ и др., всички те наложени от номенклатурата на националния туроператор Балкантурист.
Преходът налага и други нововъведения, напр. модификациите на „шопската салата“ (с прибавяне на различни компоненти), които днес биват наричани „овчарска салата“, „воденичарска салата“; към кавърмата се добавят яйце, чушки, кашкавал – това се прави за угода на посетителите, рецептите се отдалечават от древните традиции, но на практика се постига бъдещото развитие на националната кухня.

## Специфика
Една от характерните особености на българската кухня е, че повечето продукти в едно ястие се обработват топлинно едновременно. Това важи особено при печивата и обяснението е просто – в миналото домакинствата почти не са имали собствени фурни, а са отнасяли подготвеното за печене ястие в обществени фурни.
Друга характерна особеност е включването на много пресни или консервирани зеленчуци, които се обработват едновременно с месото.
Силна, в сравнение с други кухни, е употребата на пикантни подправки като лук, чесън, червен и чер пипер, бахар и дафинов лист. Много се употребяват силни аромати и ароматни комбинации с джоджен, босилек, розмарин, сминдух (понякога неприемливи за вкусовете на консуматори извън региона).

### Сравнителни характеристики
Кулинарните зони обикновено се характеризират с регионално и културноисторическо обозначаване на съответните традиции, свързани с храненето и използваните продукти, похватите на приготвяне и сервиране. Поради тази причина най-общо кухните се разглеждат в широк мащаб, от една страна, според регионите които обхващат, а от друга – според сходните култури на народите, които създават кулинарните традиции.
Според първия принцип – регионалния принцип: в най-голям общ мащаб българската кухня е част от европейската кухня. В европейската кухня се разглеждат различно дефинирани региони, които най-често се припокриват и с културните прилики на страните в тези региони.
Българската кухня има множество допирни точки с изброените национални кухни, включени в Балканските, Славянските и Средиземноморските кухни, но както всички световни кухни ползва заемки и подправки, типични за Предориенталската и Ориенталските кухни (шафран, куркума, бахар, черен пипер и др.)

#### Славянски кухни
Присъства характерната употреба на множество тестени печива – баница, тутманик, тиквеник, мекица, катма, всичко това в специфична кулинарна интерпретация.

#### Средиземноморска кухня
Българската кухня е част от балканските кухни. Те имат голяма прилика със средиземноморските, изразяваща се в богатото използване на сурови и консервирани зеленчуци, употребени в натурален или обработен вид, както и в сравнително бързата термична обработка на ястието.

#### Балканска кухня
Повечето специалисти включват българската кухня именно в общия списък на балканските кухни. Много ястия, характерни за българската национална трапеза, с разновидности, присъстват в кухнята на другите балкански народи (турци, румънци, сърби, гърци, албанци) – салати („Шопска“), задушени (гювеч, кавърма), сосове (лютеница), печива (мусака, дроб сарма) и др. Ястията, приготвени на скара от кайма (кебапчета, кюфтета, карначета), както и предимно сиропираните десерти (баклава, кадаиф) също са сходни.

## Предястия – салати и разядки (мезета, гарнитури, миксове)

### Салати
В българската кулинарна традиция са характерни предимно салатите от пресни или термично обработени зеленчуци – домати, чушки, краставици, лук, зеле, моркови, ряпа, картофи. Основни подправки са солта, олиото, оцетът, червеният и черният пипер, магданозът и копърът. Емблематични за българската кухня са салати като „Шопска“, „Снежанка“ и др. През зимата често се консумират консервирани салати – туршии. Към салатите условно могат да бъдат причислени различни зеленчукови сосове като кьопоолу и лютеница.
Характерно за българската, а и за балканската кухня е, че почти всички видове салати се сервират освен като предястия, така и като гарнитури (добавки) или микс-блюда за основно ястие. Най-честата им употреба като основно ястие е във вид на студена или топла гарнитура (или микс от студени или топли салати) към месни аламинути – пържени или печени кюфтета, шишчета, кебапчета или цялостна мешана скара.
| Име                      | Снимка | Регион | Описание |
| ------------------------ | ------ | ------ | --- |
| Шопска салата            |        |        | приготвя се от нарязани краставици, домати, лук, магданоз, печени или сурови чушки, люта чушка, настъргано бяло саламурено сирене и овкусени със сол и олио. |
| Овчарска салата          |        |        | приготвя се от нарязани краставици, домати, лук, магданоз, печени или сурови чушки, шунка, сварено яйце, кашкавал, настъргано бяло саламурено сирене и овкусени със сол и олио. |
| Салата от зеле и моркови |        |        | приготвя се от нарязано зеле и настъргани моркови, нарязана на ситно целина, овкусени със сол, оцет и олио. |
| Редена салата            |        |        | салата от нарязани на половинки домати и на шайби краставици, овкусени със сол, оцет и олио, поръсени с нарязан магданоз |
| Бобена салата            |        |        | салата от сварен боб, кромид лук, моркови, чубрица, която може да се консумира и като гарнитура към основно ястие. Може да беде смесена с лютеница. |
| Картофена салата         |        |        | приготвя се от сварени и нарязани на кубчета картофи, ситно нарязан лук или праз, магданоз, маслини, овкусява се със сол, оцет, олио. |
| Салата от люти чушлета   |        |        | приготвя се от изпечени и цепнати на две люти чушлета, магданоз и чесън, които се овкусяват със сол, олио и оцет. |
| Зелена салата            |        |        | приготвя се от нарязани маруля, зелен лук, репички, краставица, които се овкусяват със сол, олио и оцет. |
| Мешана салата            |        |        | продукти, като за редена салата, но нарязани на кубчета – домати и краставици, овкусени със сол, оцет и олио, поръсени с нарязан магданоз. Към мешаната салата обикновено се добавя кромид лук, като се предпочитат сортове с виолетова люспа, познати в някои райони като „воднян кромид“. |

### Гарнитури и гарнитурни миксове
Гарнитурите могат да се поднасят самостоятелно, като предястия, или като част от добавка към основно ястие, или т.нар. аламинут.
Когато гарнитурите са няколко на брой и са сервирани в плато, най-често се наричат гарнитурен микс (аналогично с френското „ордьовър“) и се сервират като предястие. Когато са част от основно ястие, най-често са добавка към аламинут или месен специалитет.
Често за гарнитура се приема и ордьовърът от нарязани еднородни деликатесим напр. ордьовърът с български сирена, френски сирена, или български колбаси, луканки; меки колбаси и т.н.
В съвременния български език думата „гарнитура“, в контекст на добавка към ястие, все по-често се заменя със старобългарските думи „разѐдка“ /разѣдкъ/ (транслитерирано до „разядка“) и „похапка“ (която най-често е заменяна с „хапки“ или арабската чуждица „мезета“).

## Ястия
В традиционните български разбирания, под ястия се разбира обедно ястие от две основни блюда – първото е някаква течна храна супа, чорба или бульон, които се сервират преди второто, което се приема за основно блюдо или основно ястие. В старата българска литература супите, чорбите и тараторът се наричат с общо име сочива. Сочивото може да бъде освен супа, чорба, но и друг вид ястие, съдържащо повече течност (сок).
В новобългарския език сочива се наричат всички течни ястия или основно ястие, в което е използвана течна заливка (сос). В това число се включват и всички ястия от вида на яхниите, които се приготвят с варене.
Всички безместни ястия са се наричали освен с думата постни и с израза леки храни. А всички месни се наричали тежки. Изключения правят само блюдата с риба и пилешко месо, които също са приемат за леки храни.
Предястието и десертът се смятат като допълнения към основното ястие и могат да не присъстват. Във вечерно хранене обикновено се изключва супата и десертът, но почти винаги и традиционно присъства предястието под форма на салата или на традиционна разядка (лютеница, микс от сирена, туршия и т.н), които могат да се консумират и с алкохолна напитка (ракия, водка и др.)

### Супи, сосове и яхнии
Супите, сосовете и яхниите, макар и все по-рядко, се наричат с общото традиционно наименование сочива. Приема се, че когато се сервира яхния или подобно на яхния сочиво, блюдата могат да бъдат две и в такива случаи не се сервира супа, или яхнията е първо блюдо, предшестващо основното ('второ').
Българската кухня е богата откъм супи – зеленчукови, месни и рибни, някои от тях се приготвят в зависимост от сезона – например студената супа „таратор“ е характерна за лятото. Сред по-известните супи в българската кухня са „шкембе чорба“ и „курбан чорба“.
| Име              | Снимка | Регион                          | Описание |
| ---------------- | ------ | ------------------------------- | --- |
| Таратор          |        |                                 | студена супа от кисело мляко и нарязани на ситно краставица, олио, сол, копър и чесън                                                           |
| Чорба от коприва |        |                                 | ястие от сварени коприва, ориз и др., запържени с брашно и червен пипер или застроени с кисело мляко и яйце                                     |
| Супа топчета     |        |                                 | супа с дребни кюфтенца и ориз |
| Гювеч            |        |                                 | яхния с нарязани на едро зеленчуци и различни видове месо                                                                                       |
| Кебап            |        |                                 | яхния с лук, червен пипер, черен пипер, и нарязано на дребно месо, сервирано върху канапе от сварен ориз или картофено пюре                     |
| Боб чорба        |        |                                 | чорба от сварен боб и зеленчуци, която може да се консумира със или без запръжка. Може да бъде добавено и месо.                                 |
| Рибена чорба     |        | северна Добруджа и Черноморието | традиционна люта рибна супа |
| Шкембе чорба     |        |                                 | популярна супа от сварено и нарязано на дребно телешко или агнешко шкембе, прясно мляко и лют червен пипер (сервира се овкусена с оцет и чесън) |
| Пилешка супа     |        |                                 | застроена с кисело мляко и яйце пилешка супа, зеленчуци и фиде                                                                                  |
| Курбан чорба     |        |                                 | включва зеленчуци и агнешко или телешко месо, застроена с пресечени яйца и запържен червен пипер                                                |
| Телешко варено   |        |                                 | ястие от телешко тлъсто месо и зеленчуци |
| Супа от леща     |        |                                 | ястие от сварена леща и чесън, чубрица, запържена с червен пипер                                                                                |
| Пилешка яхния    |        |                                 | задушено пилешко месо в гъст сос с основна подправки лук, чушки, червен и черен пипер                                                           |
| Картофена яхния  |        |                                 | ястие от картофи и зеленчуци в гъст сос |
| Гъбена чорба     |        |                                 | супа от диви или култивирани гъби, ориз, със запръжка от червен пипер                                                                           |

### Печени и задушени ястия
Печените във фурна, на котлон или на скара храни се наричат с общия стар термин печива. Печиво може да бъде както цяло приготвено ястие, така и отделен елемент за месни аламинути (кюфтета, кебапчета, наденички, плескавици, пържоли) или зеленчукови добавки (печени картофи, чушки, домати, плодове и т.н.)
За разлика от сочивата печивата са винаги основно ястие, приготвят се както за обяд, така и за вечеря. Приготвянето на много от печивата е свързано с обредни събития и ритуали. Печива са и всички тестени ястия, от които най-популярно в България е баницата.
В българската кухня има характерен вид ястие, което е печиво по своя начин на приготовление, но често се използва като гарнитура или предястие, освен като основно ястие. То се нарича „плакия“. Приготвя се като запечени на фурна зеленчуци, в които има пикантни подправки и киселина. Най-често ползваните пикантни подправки са чесън и/или черен пипер, а киселината – винен оцет. Обикновено се консумира леко охладено.
| Име                   | Снимка | Регион | Описание |
| --------------------- | ------ | ------ | --- |
| Пържени кюфтета       |        |        | едно от най-популярните ястия в българската кухня, приготвено от кайма, кромид лук, яйца и подправки, които се оформят на топчета и се пържат в мазнина                  |
| Мусака                |        |        | традиционно балканско ястие от нарязани на кубчета картофи, кайма и зеленчуци, задушени на фурна и залети със сос бешамел                                                |
| Пълнени чушки         |        |        | пресни или сушени пиперки, напълнени със смес от кайма, домати, лук и подправки (може да се добави кисело мляко при поднасянето)                                         |
| Каварма               |        |        | ястие, печено на фурна или в гювечета, което най-често съдържа свинско или пилешко месо, голямо количество лук, чубрица, чушки, пипер, сол                               |
| Чушки бюрек           |        |        | ястие от печени и обелени пиперки, напълнени със смес от сирене, яйца, магданоз и панирани в брашно, галета и разбито яйце, след което изпържени в маслена баня          |
| Свинско с ориз        |        |        | нарязано на късове свинско месо, задушено с ориз, лук, домати и подправки                                                                                                |
| Агнешко чомлек кебаб  |        |        | нарязано на късове и задушено във фурна агнешко месо с лук, арпаджик, чесън, доматено пюре, брашно, бяло вино и подправки,                                               |
| Пълнен шаран          |        |        | напълнен със смес от смлени орехи, лук, червен пипер, черен пипер, сол и олио шаран, който след напълване се зашива и пече на фурна (традиционно се поднася за Никулден) |
| Боб на фурна          |        |        | запечен боб, лук и зеленчуци, към което може да се добавят кюфтета, колбаси или месо                                                                                     |
| Печено пиле с картофи |        |        | пиле, изпечено на фурна, към което са добавени нарязани на едро картофи                                                                                                  |
| Зелеви сарми          |        |        | ястие от мляно месо, лук, домати и ориз, завити в зелеви листа (може да се добави кисело мляко при сервиране)                                                            |
| Лозови сарми          |        |        | ястие от мляно месо и ориз, завити в лозови листа и поднесени с кисело мляко                                                                                             |
| Свинско със зеле      |        |        | ястие от свинско месо и прясно или кисело зеле (сезонно) |
| Пиле със зеле         |        |        | задушено пилешко месо с нарязано зеле, домати и подправки (може да се приготви както в тенджера, така и на фурна)                                                        |
| Печени картофи        |        |        | ястие от картофи и зеленчуци в гъст сметанов сос, към които при печенето може да се добави бекон                                                                         |
| Пиле с ориз           |        |        | нарязано на късове пилешко месо, задушено с ориз, лук и подправки |
| Агнешка дроб сарма    |        |        | сварени агнешки дреболии, които се приготвят на фурна с ориз, магданоз, джоджен и пресен лук и се заливат със заливка от сос бешамел и кашкавал                          |
| Кюфтета в сос         |        |        | месни кюфтета в гъст сос |

### Аламинути
Ястия, които се приготвят бързо и са съставени от по-малко компоненти в българските кулинарни традиции, се наричат „аламинути“. Аламинутите са печени или запържени меса, яйца, млечни продукти и/или комбинация от тях. Обикновено се сервират в комплект с някаква разядка (лютеница, пюре или друг вид топенка) или микс от топли или студени салати. Поднесените в общо блюдо различни салати и разядки се наричат „гарнитури“ или „гарнитурен микс“.
В началото този термин е професионален жаргонен израз, използван от кухненските работници в социалистическите ресторанти, но впоследствие се въвежда и като термин, който се ползва и в преподаващите хранително-вкусови дисциплини в специализирани училища по готварство и кулинария. Оттам навлиза и в бита на българите.

#### Месни и млечни аламинути
| Име                       | Снимка | Регион                                                    | Описание |
| ------------------------- | ------ | --------------------------------------------------------- | --- |
| Кюфте                     |        |                                                           | ястие от кайма, лук, чубрица, подправки (когато са за пържене, към кюфтетата се добавя накиснат и натрошен хляб и яйце) |
| Кебапче                   |        |                                                           | ястие от кайма и подправки (кимон, черен пипер), което се пече на скара |
| Паниран кашкавал          |        |                                                           | ястие от узрял кашкавал, паниран в хлебни трохи (галета) и яйца (последователно), изпържен в сгорещено олио до придобиване на златиста коричка                                                                                     |
| Татарско кюфте            |        |                                                           | ястие от кайма с плънка от лук, царевица, чушка, кашкавал, подправки, бекон и др. |
| Шишчета                   |        |                                                           | ястие от нарязано на късове месо, което е нанизано на дървени или метални шишове, като се реди едно парче месо, едно парче зеленчук (чушка, лук, гъба и др.), след което се пече на скара                                          |
| Мешана скара              |        |                                                           | популярно ястие, което включва няколко различни ястия, обединени в една порция (кебапче, кюфте, пържола, шишче), приготвени на скара                                                                                               |
| Нервозни кюфтета          |        |                                                           | ястие от кайма (смес от 50% телешко и 50% свинско месо), лук, кимион, две-три люти чушки, бекон (или друг пушен колбас), сол и др., като приготвените кюфтета се пекат на скара и са доста пикантни                                |
| Пържола                   |        |                                                           | ястие от различни видове месо (телешко, пилешко, агнешко, най-често свинско), начукано и мариновано предварително, което се пече на скара или във фурна (тогава свинската пържола се налага с кромид лук)                          |
| Плескавица                |        | Популярно в цялата страна, но предимно в Западна България | ястие от кайма, с плънка от каймак, чушка, кашкавал, подправки, бекон и др. |
| Подлучено пиле            |        |                                                           | ястие от разрязано на четири части пиле, лук, чесън, лимонов сок, подправки (лукът и чесънът се намачкват и с тях се маринова пилето, преди да се опече на скара)                                                                  |
| Агнешки дреболии на скара |        |                                                           | агнешки черен дроб, бъбреци, сърце, момици се разрязват на две (черният дроб на филии), осоляват се и се поръсват с малко брашно, и се изпичат на скара                                                                            |
| Телешки дроб с вино       |        |                                                           | телешки дроб се нарязва на късове и се маринова с бяло вино, олио, бахар, черен пипер и лимонов сок, след което се пече за кратко на скара от двете страни                                                                         |
| Дроб по селски            |        |                                                           | телешки или пилешки дроб се осолява и овалва в брашно, след което се пържи за кратко с лук, чушки, гъби и домати, черен пипер и чубрица до готовност                                                                               |
| Агнешки пържоли с джоджен |        |                                                           | начукани агнешки пържоли се мариноват със скълцан джоджен, лимонов сок, лимонова кора, черен пипер и чесън (без сол), които след престой в хладилник се пекат на скара                                                             |
| Кюфтета с кашкавал        |        |                                                           | омесена с лук, черен пипер, кимион и сол кайма се разделя на малки топки, които се сплескват, върху тях се поставя малко кашкавал и се затваря с друга топка кайма, оформяйки кюфте, което се пече на скара.                       |
| Кебапчета по ловджийски   |        |                                                           | приготвят се от смляно два пъти телешко месо, пушени свински гърди, суджук и се смесват с червен пипер, кимион, лук, чубрица, добавя се червено вино с разтворена в него сол, след което се оформят кебапчета и се пекат на скара. |

#### Ястия и аламинути с риба и морски продукти
| Име                          | Снимка | Регион | Описание |
| ---------------------------- | ------ | ------ | --- |
| Пържена риба                 |        |        | почистена риба (всякакъв вид, но за предпочитане дребна, напр. цаца) се овалва в брашно (ако е едра, се нарязва), след което се пържи в маслена баня до златисто |
| Маринована риба              |        |        | почистена риба се нарязва и овалва в брашно, след което се изпържва до златисто, а в останалата мазнина се прави сос от брашно, дафинов лист, черен пипер, оцет и чесън. Когато се сгъсти, се разрежда с рибен бульон и в него се потапя изпържената риба.                                                         |
| Риба на шиш                  |        |        | филе от риба се нанизва на дървени или метални шишове, като се реди последователно парче риба, домат, лук, цяла люта чушка, потапя се в оцет и олио и се пече на скара |
| Пъстърва с масло             |        |        | ястие от почистена пъстърва, намазана с лимонов сок, сол и счукан кимион и изпечена на скара (след като се пече по 4 минути от всяка страна се слага в чиния, и се залива с препържено до кафяво прясно масло) |
| Рибена саламура по видински  |        |        | почистена риба (шаран, скумрия) се овалва в брашно, след което се изпържва до златисто. Отделно се кипва подсолена и подкиселена с лимонов сок вода, в която се варят люти чушки, като след около 20 минути кипене се добавя пържената риба и се оставя за около 20 минути. Поднася се със ситно нарязан магданоз. |
| Гювеч от сом                 |        |        | ястие от нарязано на късове рибешко, което е нанизано на дървени или метални шишове, като се реди едно парче месо, едно парче зеленчук или плод (чушка, лук, ябълка, гъба и др.), след което се пече на скара |
| Риба с доматен сос           |        |        | почистен и нарязан сом се запържва. В същата мазнина се запържват лук, чушки и домати, добавят се подправки. В глинено гърне се редят ред зеленчуци, ред риба и се пече на фурна. |
| Попчета на фурна             |        |        | изчистват се попчета и се пържат в маслена баня. Лукът се нарязва и се задушава с домати, гъби, подправки. Когато се изпържи повечето течност, попчетата се заливат и се запичат за кратко във фурна. |
| Риба в хартия                |        |        | ястие от различни видове месо (телешко, пилешко, агнешко, най-често свинско), начукано и мариновано предварително, което се пече на скара или във фурна (тогава свинската пържола се налага с кромид лук) |
| Шаран с кисело зеле          |        |        | ястие от нарязан шаран, който е запечен на фурна върху канапе от кисело зеле, сварен ориз, лук и подправки (сварени леко предварително) |
| Шаран пълнен с ориз          |        |        | цял шаран се пълни със смес от лук, ориз, орехи, стафиди и подправки, след което се зашива и се пече във фурна, като на дъното на тавата се налива разредено доматено пюре |
| Винен кебап от риба          |        |        | морска риба се задушава със зеленчуци (лук, домати), брашно, подправки и червено вино |
| Бяла риба плакия със заливка |        |        | почистена и нарязана бяла риба се пече на фурна заедно с много лук, чесън, домати, дафинов лист, бахар, черен пипер, сол и олио. Готовата риба се залива с разбито кисело мляко и яйца и се запича (сервира се студено).                                                                                           |
| Рибарски гювеч               |        |        | почистена и измита риба се пече в гърне заедно със зеленчуци (моркови, лук, чесън, целина), галета, бяло вино и подправки. |
| Риба с маслини на фурна      |        |        | нарязана и измита риба (сафрид, шаран, паламуд, скумрия) се пече във фурна със смес от зеленчуци (лук, домати, моркови, целина, чесън) и почистени от костилките маслини. Консумира се студено. |

#### Аламинути с яйца и/или млечни продукти
Това са най-популярните аламинути, които се използват предимно в домашни условия и за чието приготвяне не са необходими специални кулинарни умения. Към тях спадат – популярните варени яйца, пържени яйца, омлети и миш-маши.
Към аламинутите с яйца понякога се добавят и други две групи – панираните колбаси и месните аламинути (кюфтета, шницели), които по същество са разновидност на месните аламинути, както и панираните сирена и кашкавали, които са безмесни аламинути; за тяхното приготвяне се изискват малко повече готвачески способности.
| Име                | Снимка | Регион     | Описание |
| ------------------ | ------ | ---------- | --- |
| Яйца на очи        |        |            | вид пържени яйца без разбъркване; поднасят се често в комбинация с бяло саламурено сирене, колбас или друг вид месен аламинут. |
| Яйца по панагюрски |        |            | яйца се счупват в съд с вряща вода; поднасят се в комбинация с бяло саламурено сирене, кисело мляко и червен пипер. |
| Сирене на скара    |        |            | твърдо бяло саламурено сирене се изпича на скара, овкусено с подправки (често се приготвя в книжен плик или алуминиево фолио) |
| Сирене по шопски   |        | Панагюрище | твърдо бяло саламурено сирене се изпича в гювече заедно с домати, яйца, люти чушки и др. Овкусява се с подправки |
| Миш-маш            |        |            | Традиционно се приготвя от нарязани чушки и домати, които се задушават в загрято олио на умерен огън. Чушките могат да бъдат предварително опечени и обелени или нарязани в суров вид. Към сместа се прибавят яйца и сирене, за да се сгъсти. |

#### Колбаси
Българската национална кухня е сравнително бедна откъм видове колбаси, но това е за сметка на отличните вкусови качества на традиционните колбаси. Някои от най-популярните колбаси са: луканка, суджук, наденица, саздърма, пача, кървавица, пастърма, различни видове шпек салам, няколко видове мек салам („Телешки“, „Камчия“), карначета и др.
През годините, някои от колбасите се превръщат в деликатеси (суджук, луканка), други започват да се опушват вместо да се обработват чрез варене. Трайните сурово-сушени колбаси (луканка, горнооряховски суджук и др.) имат нужда от зреене, преди да станат годни за консумация.
Все още в страната (особено в провинцията) се практикува традиционното приготвяне на колбаси, като в малките населени места може да се видят окачените да се сушат домашно приготвени суджуци. Сушенето се извършва през студените месеци (максимална температура до 15 °C), в продължение на 40 – 60 дни. По този начин те се консервират и не е нужно при приготвянето им да се добавя консервант.
Когато се хапват сурови, колбасите се използват за мезе (гарнитури) или закуски. Някои меки колбаси (кренвирши, минивурст) са предпочитани сварени за закуска с франзела или малко хлебче (питка).
При употребата им като част от ястие (или аламинут) най-често се изпичат на скара или се запържват.
Като аламинути, или части от мешана скара най-популярните колбаси са наденичките. Въпреки че на скара могат да се пекат всякакви месни колбаси, дори нарязани кръгчета от сушени (шпекови) или деликатесни колбаси (суджук, луканка).

## Десерти
Българските традиции при приготвяне на десерти не са големи и са свързани най-вече с приготвяне на обикновени тестени десерти. При ежедневно хранене за десерт най-често се използват свежи плодове през лятото или компоти през зимата.
По-специфичните сладкарски десерти обикновено са заемки от западноевропейската или ориенталската сладкарска практика:
- Ашуре
- Бяло сладко
- Грис
- Грис-халва
- Десертна баница (сладка баница, с ориз, с царевица и др.)
- Домашни бисквити
- Кекс
- Компот
- Конфитюр
- Крем (десертно нишесте), Крем-карамел, Крем-какао, крем-шоколад
- Курабии
- Малеби
- Мармалад
- Млечна баница
- Мляко с ориз
- Плодове
- Плодова баница (баклава, тиквеник, щрудел /абланик/)
- Торта (паста, късче от торта)
- Халва

вж. Сладкиш

## Закуски
В съвремието българите най-често използват за закуска типичните европейски форми на сандвичи, които се правят от хлебни филйки, питки или малки хлебчета с някаква добавка (плънка).
Закуските, макар и формално погледнато да са вид бързи ястия, т.е. аламинути, по същество рядко се наричат с това име. В българската разговорна реч закуската се приема като по-бързо и ограничено похапване от аламинутите, които по своята същност са обедни или вечерни бързи ястия.
В хранителните навици на българите е прието закуските да се обозначават с времето, когато се консумират – сутришна, предиобедна, следобедна, нощна и/или полунощна, среднощна.
Поради модерни тенденции в хранителните навици българите отбягват традиционните български тестени закуски. Това се дължи на не съвсем точната представа, че тестените закуски са вредни. Вредни могат да бъдат тестените запръжки, приготвяни с животинска мазнина или масло, което се прави сравнително по-рядко. А вредите обикновено са само при прекаляване с тестени храни, но това се отнася за всички храни. При балансирано и умерено хранене тестените храни са полезна и задължителна енергийна храна, свързана с традициите на почти всички европейски народи.

### Традиционни български закуски
В българските традиции най-честите закуски са били тестените закуски – мекици, пържени или печени кифлички, понички, баници.
Наред с тях популярност имат и претендиращите за национални ястия и храни, приготвяни специално като закуски, или десерти като тутманици, катми, палачинки, курабии, домашни бисквити и други.
В старата българска кухня името „мекица“ се е появило като антонимна форма на българската „твърдица“, това име се използвало за тънка хрупкава пита изпечена на сач. Сега този вид питки най-често се наричат пърленки. Въпреки че думата „твърдица“ е отпаднала от употреба, тя е останала като топоним – гр. Твърдица (подобно на село Баница), каквато е била обичайна българска практика при кръщаване на малки населени места да се дават и имена на вкусни ястия.

### Течни закуски
Това са закуски, свързани с набързо приготвени сварени тестени изделия или полети с бульони.
Най-популярната в миналото течна българска закуска е попарата, която се приготвя от сухари или засъхнал хляб, накъсани на малки хапки и залети с чай, прясно мляко или само подсладена гореща вода или бульон.
Друга разпространена форма на течна закуска е закуската с тестено макаронено изделие (италианска паста), което се консумира заедно с бульон (обикновено приготвян отделно, но за някои макаронени изделия като юфка или европейски вариант на кускус може да се използва и бульонът от самото сваряване).

### Пържени закуски
Това са голяма група тестени изделия, като най-популярни са мекиците, поничките и пържените кифлички, познати в българската кухня с руското име „пирожки“.
Съществува голямо многообразие от варианти и начини на приготвяне. Делят се най-общо на солени и сладки, с плънка и без плънка, с растителна или животинска мазнина.
Много честа закуска в България, приготвяна предимно при домашни условия, са пържените филийки.

### Печени тестени закуски, тестени ястия и хляб
Най-популярната печена тестена закуска е баницата, когато се приготвя като закуска, най-често е разрязана на малки късчета, наричани с умалителното „банички“.
Все по-рядко се приготвя за закуска българската гарнирана пита, която прилича на италианската пица. Много от младите българи поставят знак за равенство между гарнираната пита и пицата поради въведената такава употреба в края на 70-те и началото на 80-те г. Заведенията, в които се приготвят навремето български варианти на италианската пица, в това десетилетие се обозначават като ресторанти за „гарнирани пити“, но не се сервират българските гарнирани пити, популярни от предходните десетилетия, а побългарен вариант на италианската пица.
| Име                | Снимка | Регион | Описание |
| ------------------ | ------ | ------ | --- |
| Баница             |        |        | Традиционно българско тестено ястие. Състои се от навити или наредени на пластове листи разточено тесто или готови кори за баница с плънка. Обикновено се пече във фурна. Използват се различни плънки – най-често сирене или извара със или без добавка на яйца. Правят се баници и със зеленчуци, месо, плодове. |
| Принцеса           |        |        | популярна закуска от българската национална кухня, представляващ филия хляб, намазан с кайма и яйце или смес от кайма, яйце и кашкавал, настърган кашкавал или разбъркани саламурно сирене и яйца, и подправки. |
| Бюрек              |        |        | турска баница, много близка до българската в различните ѝ разновидности (наричана още „триъгълна баничка“). За разлика от баницата в бюрека се слага краве масло и се залива с повече яйца. |
| Погача             |        |        | обредно тестено изделие, подобно на хляб, наричано още пита (на гръцки – πίτα), но намазано с разбито яйце отгоре. |
| Казанлъшки понички |        |        | популярна тестена закуска, представляваща пържено кръгло парче тесто с дупка, което след приготвянето се поръсва с пудра захар. |
| Клин               |        |        | клинът е баница с две кори и плънка по средата, което се пече на плоча, като се маже с масло (може като плънка да се слагат още картофи и фиде). |
| Мекица             |        |        | традиционно българско ястие, приготвяно от предварително замесено тесто, което се пържи в сгорещена мазнина (обикновено мекиците се сервират за закуска, поръсени с пудра захар или в добавка с конфитюр или сирене). Като набухвател може да се използва бакпулвер, сода или мая.                                 |
| Пататник           |        |        | типично родопско ястие, приготвяно от настъргани на едро картофи, лук, сол и джоджен (всичко това се омесва и се пече на бавен огън, като може да се добави месо, сирене или яйце). |
| Тутманик           |        |        | вид баница, чийто кори не се увиват, а се налагат една върху друга, а помежду им се поставя плънка от сирене и месо. |
| Пържени филийки    |        |        | традиционна популярна закуска, представляваща хляб, потопен в разбити яйца и изпържен до златисто. |
| Козунак            |        |        | обреден хляб, който традиционно се приготвя за Великден (символизира тялото на Исус Христос, така както боядисаните в червено яйца символизират кръвта му). |

## Напитки
Българските традиции в консумация на напитки са сходни с тези на най-разпространените в световен мащаб основни безалкохолни и алкохолни напитки.

### Безалкохолни напитки
Традиционно българската кухня в миналото основно са използвани напитки подсладени с мед (например ошав). По-късно, когато захарта става по-достъпна и вече не е лукс, особено популярни в България и в Източна Европа стават напитките от плодове (пресни или изсушени) и захарен сироп, носещи общото име „компот“ (от френски език – compote, исторически първите компоти във Франция през 1809 г., които се предлагат в консервиран вид за войниците на Наполеон), консервирани предимно в домашни условия.
Най-употребяваните топли (наричани и „тонизиращи“) напитки са кафето, чаят, прясното мляко, млякото с какао (или течен шоколад). Разпространена е употребата на топли напитки с алкохол, както и топли (горещи) алкохолни напитки (греяна ракия, греяно вино).
Жаргонно българите нарича топлите и студени безалкохолни напитки „сладкарски“ или „десертни“. В годините до 90-те с голяма популярност са традиционните за българските сладкарници и кафетарии предориенталски напитки като боза и айрян, чиято популярност и употреба напоследък спадат. Тези напитки обаче се смятат, че имат положително влияние върху здравето на хората.
Голям е дела на консумация на натурални (и/или трапезни) и минерални води, основно поради факта, че България е богата на много минерални извори. Слабо е търсенето на много популярните през 70-те и 80-те години 'газирани' и хининизирани газирани води (соди и горчиви води).

### Алкохолни напитки
Нараства популярността и употребата на слабоалкохолните напитки, към които се числи бирата, десертните и пенливите вина.
Традиционно висока е употребата на вино, като най-често се пият български вина. Винарството в България има дълбоки корени.
Освен белите и червените вина традиционни са високоалкохолните спиртни напитки ракия и мастика, както и ментовка (ментова ракия, наричана за кратко мента).
Във всекидневието си българите употребяват и множество други спиртни напитки – водка, уиски, коняк, джин, различни видове коктейли.

## Съвременни влияния
В днешно време силно осезаеми са влияния от най-различни кулинарни традиции. От една страна в бита на българина навлизат чуждестранни ястия – пица, спагети, гулаш, паеля, месни ястия от западноевропейската кухня, както и модерният „фаст фууд“. От друга страна започват да се използват нетипични подправки и продукти, които постепенно се интегрират в българската кухня.

## Кулинария и традиции
Както всички народи, и българите имат характерни ястия, свързани с определени празници в народния, църковния и гражданския календар. Такива са постните сарми и пиперки на Бъдни вечер, капамата и изобщо ястията с кисело зеле на Нова година, рибата на Никулден, баницата и халвата на Сирни заговезни, козунакът на Великден, агнешкото на Гергьовден и др.